# Diabrotica adelpha
Diabrotica adelpha là một loài bọ cánh cứng trong họ Chrysomelidae. Loài này được Edgar von Harold miêu tả khoa học năm 1875.